# Sede vacante
Ne doit pas être confondu avec Sédévacantisme.
 (novembre 2018).
Si vous disposez d'ouvrages ou d'articles de référence ou si vous connaissez des sites web de qualité traitant du thème abordé ici, merci de compléter l'article en donnant les références utiles à sa vérifiabilité et en les liant à la section « Notes et références ».
Sede vacante (ablatif absolu du latin sedes vacans : « le siège [étant] vacant ») est l’expression latine utilisée pour qualifier la période durant laquelle le siège d’un diocèse ou le Saint-Siège (diocèse de Rome) sont vacants ; dans ce dernier cas, c'est la vacance du Siège apostolique. 

L’ombrellino, qui constitue, avec les clefs, les armes du Saint-Siège durant la vacance du siège apostolique.

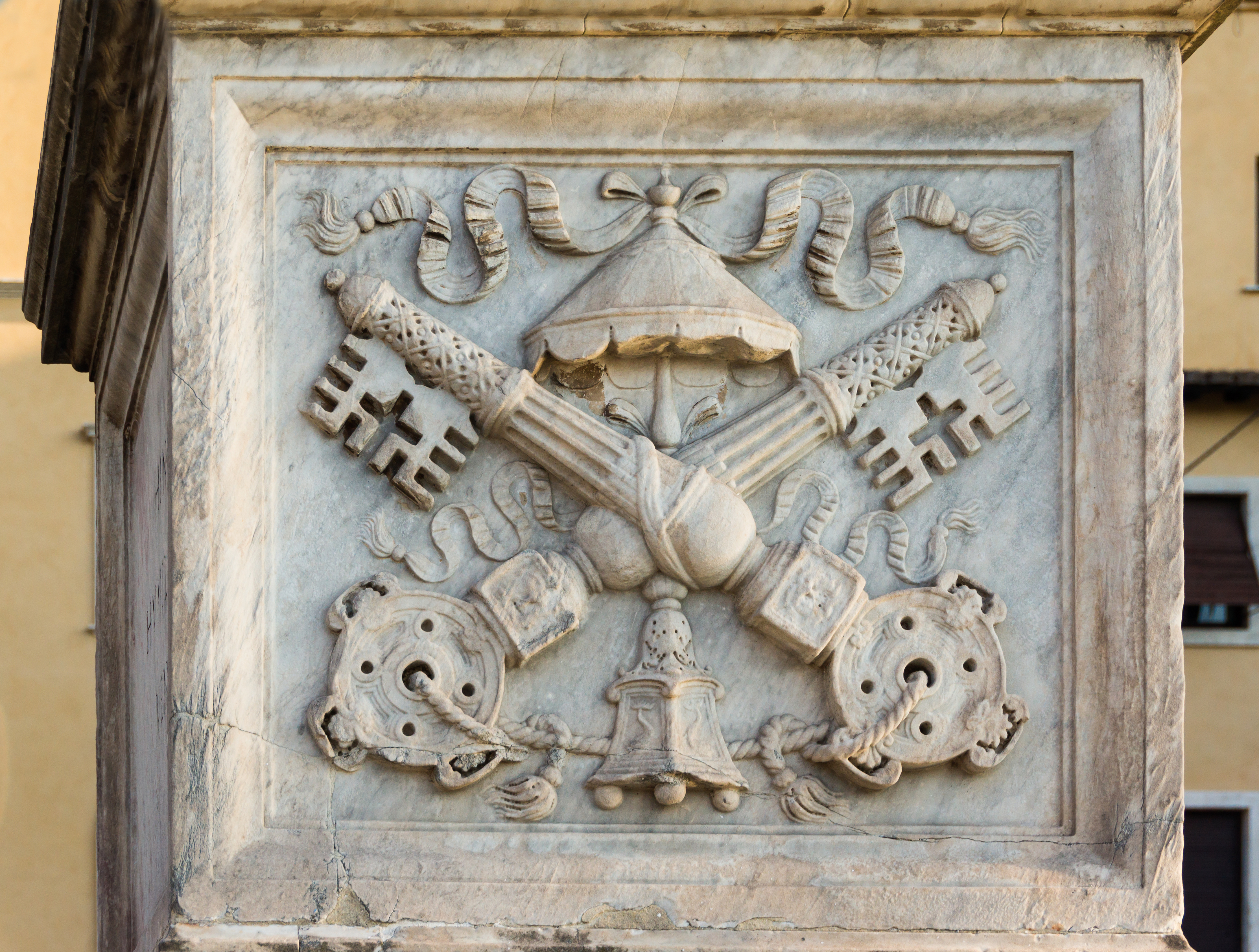
Bas-relief sur le pont Saint-Ange, à Rome

La vacance du siège de Rome intervient par la mort du pontife romain ou la renonciation à sa charge faite librement et dûment manifestée ; les autres sièges épiscopaux deviennent vacants par la mort de l'évêque qui en est titulaire, par sa renonciation acceptée par le pape, par son transfert ou par une notification de sa privation.
Le Code de droit canonique de 1983 et des lois particulières réglementent alors le gouvernement de ces institutions.

## Vacance du siège apostolique

### Principe
La vacance du Saint-Siège est la période qui s'étend entre le décès ou la renonciation du pontife romain et l'élection par le conclave de son successeur. Dans ce cas, le Saint-Siège est administré par le cardinal camerlingue qui, avec l'aide de trois cardinaux assistants, constitue la congrégation spéciale chargée de piloter les mesures quotidiennes, veillant à obtenir pour les questions les plus importantes, le vote du Collège des cardinaux.
La période de vacance du siège apostolique la plus récente a duré du 21 avril 2025 à 7 h 35 CET (mort du pape François) jusqu'au 8 mai à 18 h 7 (élection du pape Léon XIV).

### Liste des périodes desede vacantedepuis leXVIIIesiècle
| Pape précédent | Pape suivant  | Début             | Fin               | Durée     | Camerlingue                    | Armoiries |
| -------------- | ------------- | ----------------- | ----------------- | --------- | ------------------------------ | --------- |
| Pie VI         | Pie VII       | 29 août 1799      | 14 mars 1800      | 197 jours | aucun,                         |           |
| Pie VII        | Léon XII      | 20 août 1823      | 28 septembre 1823 | 39 jours  | Bartolomeo Pacca               |           |
| Léon XII       | Pie VIII      | 10 février 1829   | 31 mars 1829      | 49 jours  | Pierfrancesco Galleffi         |           |
| Pie VIII       | Grégoire XVI  | 1er décembre 1830 | 2 février 1831    | 63 jours  | Pierfrancesco Galleffi         |           |
| Grégoire XVI   | Pie IX        | 1er juin 1846     | 16 juin 1846      | 15 jours  | Tommaso Riario Sforza          |           |
| Pie IX         | Léon XIII     | 7 février 1878    | 20 février 1878   | 13 jours  | Vincenzo Pecci                 |           |
| Léon XIII      | Pie X         | 20 juillet 1903   | 4 août 1903       | 15 jours  | Luigi Oreglia di Santo Stefano |           |
| Pie X          | Benoît XV     | 20 août 1914      | 3 septembre 1914  | 14 jours  | Francesco Salesio Della Volpe  |           |
| Benoît XV      | Pie XI        | 22 janvier 1922   | 6 février 1922    | 15 jours  | Pietro Gasparri                |           |
| Pie XI         | Pie XII       | 10 février 1939   | 2 mars 1939       | 20 jours  | Eugenio Pacelli                |           |
| Pie XII        | Jean XXIII    | 9 octobre 1958    | 28 octobre 1958   | 19 jours  | Benedetto Aloisi Masella       |           |
| Jean XXIII     | Paul VI       | 3 juin 1963       | 21 juin 1963      | 18 jours  | Benedetto Aloisi Masella       |           |
| Paul VI        | Jean-Paul Ier | 6 août 1978       | 26 août 1978      | 20 jours  | Jean-Marie Villot              |           |
| Jean-Paul Ier  | Jean-Paul II  | 28 septembre 1978 | 16 octobre 1978   | 18 jours  | Jean-Marie Villot              |           |
| Jean-Paul II   | Benoît XVI    | 2 avril 2005      | 19 avril 2005     | 17 jours  | Eduardo Martínez Somalo        |           |
| Benoît XVI     | François      | 28 février 2013   | 13 mars 2013      | 13 jours  | Tarcisio Bertone               |           |
| François       | Léon XIV      | 21 avril 2025     | 8 mai 2025        | 17 jours  | Kevin Farrell                  |           |

## Vacance d'un siège diocésain
Le terme s'applique à la période suivant la mort, ou la renonciation acceptée par le pape ou transfert ou la privation des fonctions d'un évêque responsable d'un diocèse, jusqu'à la prise de possession canonique par son successeur. Cette période ne s'applique si le diocèse possède un coadjuteur qui prend alors immédiatement charge du diocèse.
Dans les huit jours suivant le début de la période de vacance, un administrateur diocésain doit être élu par le collège des consulteurs du diocèse. Celui-ci doit être un prêtre ou un évêque d'au moins 35 ans.
En attendant l'élection de l'administrateur, la gouvernance du diocèse est assurée par un évêque auxiliaire si possible ; qui a alors les pouvoirs d'un vicaire général. Si le diocèse possède plusieurs évêques auxiliaires, c'est le plus âgé qui assure la période de transition. S'il n'y a pas d'évêque auxiliaire, c'est le collège des consulteurs dans son ensemble qui assure la gouvernance temporaire. L'administrateur diocésain possède la quasi-totalité des pouvoirs de l'évêque, sauf les exceptions provenant de la nature des choses ou du droit lui-même.

## Numismatique et philatélie
Les autorités du Saint-Siège ont émis des monnaies et des timbres à l’occasion des périodes sede vacante du siège de Rome : 

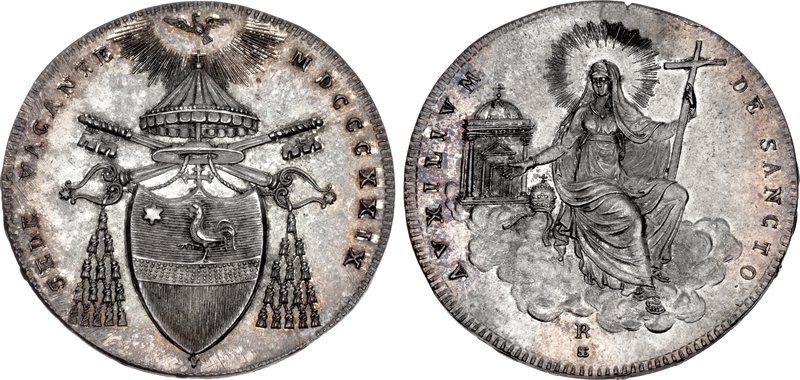
Pièce aux armes du camerlingue Pierfrancesco Galleffi, légendée  SEDE VACANTE MDCCCXXIX (1829).
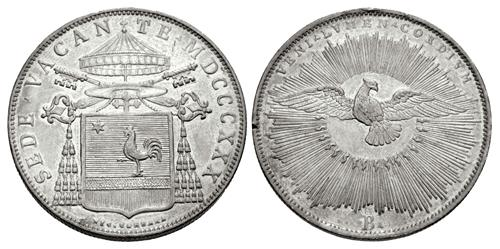
Demi-écu (mezzo scudo) aux armes du camerlingue Pierfrancesco Galleffi, pièce légendée  SEDE·VACANTE·MDCCCXXX (1830).
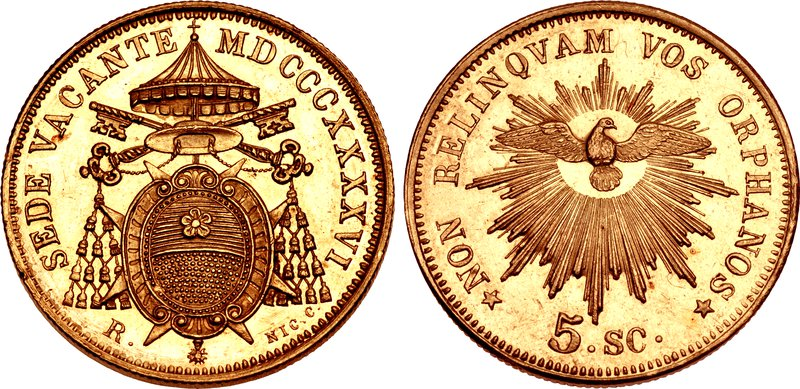
Pièce de 5 écus (5 scudi) aux armes du camerlingue Tommaso Riario Sforza, légendée .SEDE VACANTE MDCCCXXXXVI. (1846).
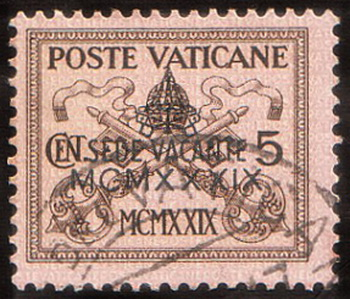
Timbre des Postes vaticanes avec, en surimpression la mention SEDE VACANTE MCMXXXIX (1939)
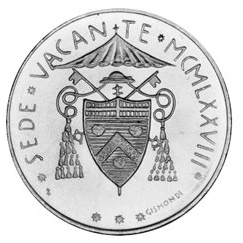
Pièce de 500 lires avec les armoiries du camerlingue Jean-Marie Villot , légendée ·SEDE·VACANTE·MCMLXXVIII· (1978).
Pièce de 2 euros aux armes du camerlingue Eduardo Martínez Somalo, légendée .SEDE·VACANTE·MMV. (2005).
Pièce de 2 euros aux armes du camerlingue Tarcisio Bertone, légendée .SEDE VACANTE MMXIII. (2013).